# Heavy (álbum)
Heavy es el álbum debut del grupo Iron Butterfly, lanzado a inicios de 1968. 
Varias de las canciones son simples y se basan extensamente en los riffs de apertura.
Las primeras dos canciones, "Possession" y "Unconscious Power", fueron lanzadas como los respectivos lados de un sencillo.
La pieza que cierra la placa, "Iron Butterfly Theme" es una canción basada en un riff, y es el track más largo del álbum (4 minutos y medio de duración). 

## Lista de canciones
Lado A
1. "Possession" (Ingle) - 2:45
2. "Unconscious Power" (Bushy, Ingle, Weis) - 2:32
3. "Get Out of My Life, Woman" (Toussaint) - 3:58
4. "Gentle as It May Seem" (DeLoach, Weis) - 2:28
5. "You Can't Win" (DeLoach, Weis) - 2:41

Lado B
1. "So-Lo " (DeLoach, Ingle) - 4:05
2. "Look for the Sun" (DeLoach, Ingle, Weis) - 2:14
3. "Fields of Sun" (DeLoach, Ingle) - 3:12
4. "Stamped Ideas" (DeLoach, Ingle) - 2:08
5. "Iron Butterfly Theme" (Ingle) - 4:34

## Sencillos lanzados a partir del álbum
Sencillos lanzados para Estados Unidos
- Unconscious Power/Possession
- Radio EP: Iron Butterfly Theme & Possession/Get Out Of My Life, Woman & Unconscious Power

Sencillos lanzados internacionalmente
- Iron Butterfly Theme/So-Lo

## Equipo
- Doug Ingle - voces, teclado
- Ron Bushy - batería
- Jerry Penrod - bajo, voces
- Darryl DeLoach - voces, guitarra, tambor, percusiones
- Danny Weis - guitarra

- Datos: Q1932060